# جيسيكا تود هاربر
جيسيكا تود هاربر (بالإنجليزية: Jessica Todd Harper)‏ هي مصورة أمريكية، ولدت في 1975.

## وصلات خارجية
- الموقع الرسمي